# Oleszno (województwo świętokrzyskie)

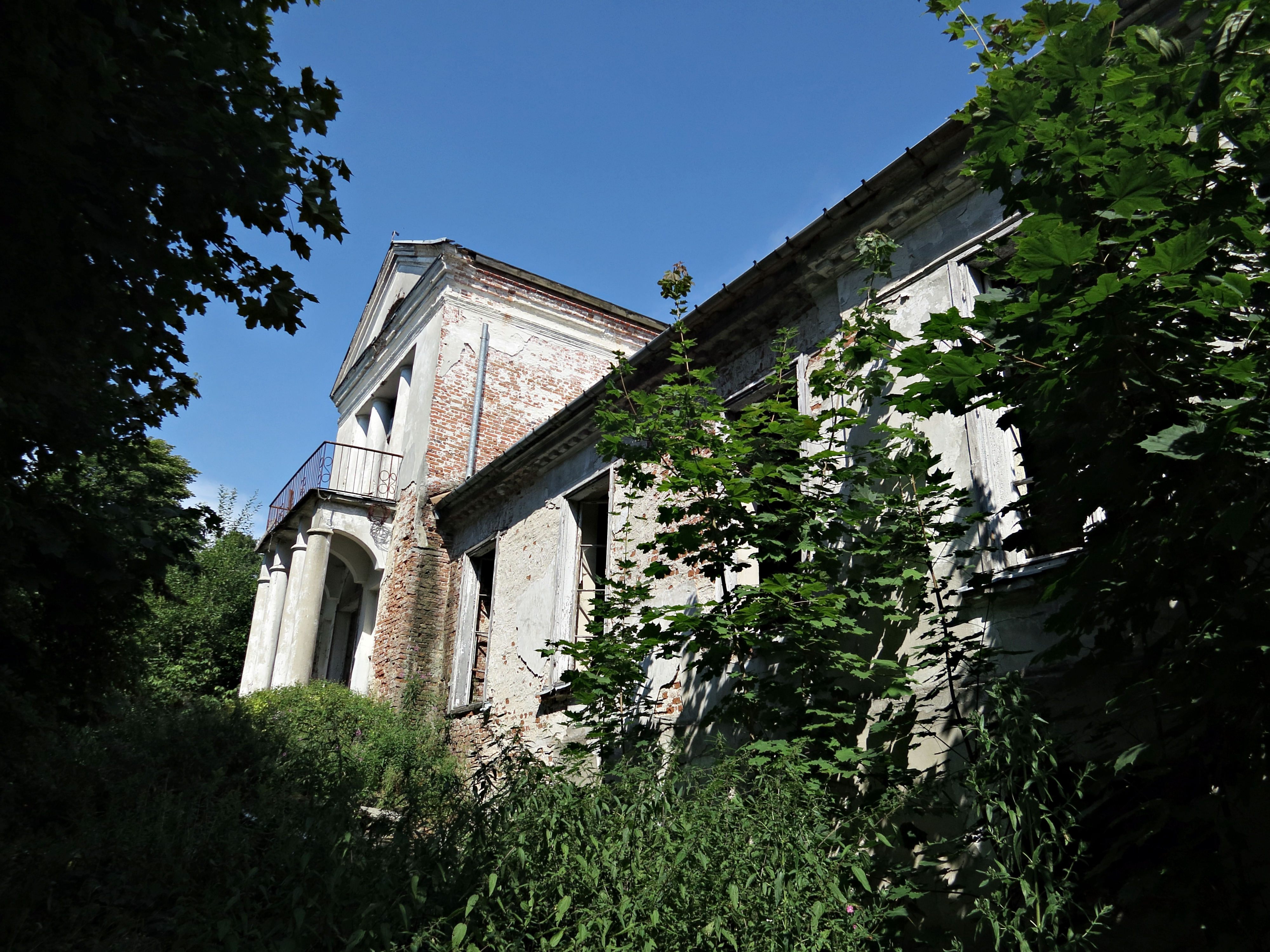
Zabytkowy dwór

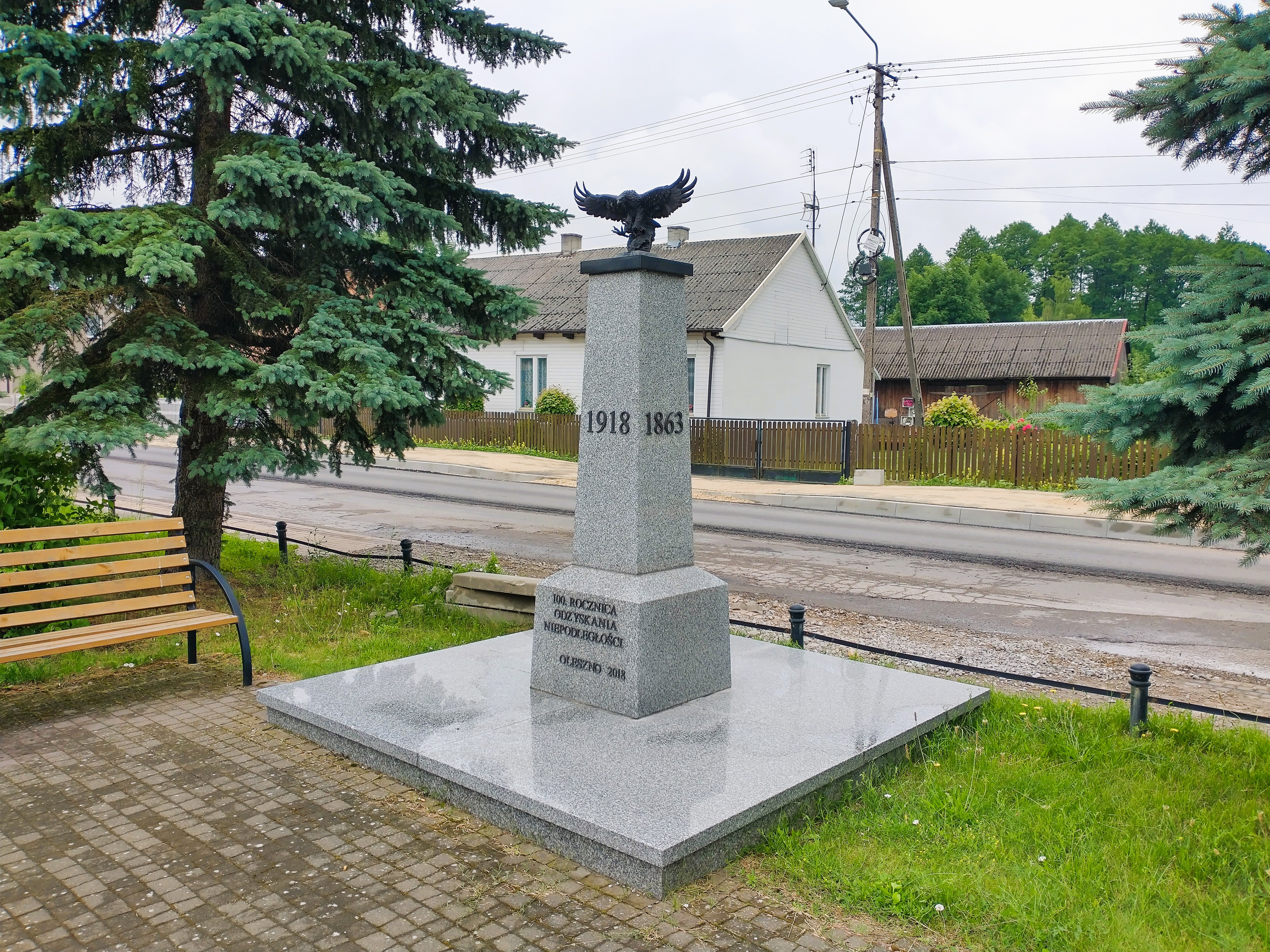
Pomnik stulecia odzyskania niepodległości w rynku

Oleszno – wieś w Polsce położona w województwie świętokrzyskim, w powiecie włoszczowskim, w gminie Krasocin.
W latach 1975–1998 miejscowość położona była w województwie kieleckim.

## Warunki geograficzne
Oleszno położone jest w samym środku regionu geograficznego zwanego Niecką Włoszczowską. Region ten ma kształt podłużnej doliny z rzeką Czarną i jej dopływami. Jego granice wyznaczają od północy Wzgórza Koneckie, od wschodu Pasmo Chęcińskie, a od zachodu rzeka Pilica. Teren nachylony jest w kierunku północno-zachodnim, zgodnie z biegiem rzek, brak jest naturalnych przeszkód od strony południowej. Właśnie o tej strony mogli przybywać na te tereny pierwsi osadnicy, prawdopodobnie ze starszych centrów osadnictwa w Krakowskiem. Rzeźba terenu jest dość łagodna i nie mogła utrudniać rozwoju osadnictwa.
Gleby w okolicach Oleszna są średniej jakości. Uformowały się one na podkładach z madów, piasków i torfów z okresu holoceńskiego w erze kenozoicznej. W części na to nałożony jest młodszy podkład margli, wapieni zmieszanych z łupkami i piaskowcami z ery mezozoicznej. Na terenie Oleszna przeważają gleby bielicowe z gdzieniegdzie występującymi glebami lessowymi. Rzecz jasna, nie są to gleby najlepsze.
Bardzo ważne są również surowce mineralne, jakie występowały na tym terenie. Były to przede wszystkim wapienie i glinki ceramiczne oraz ruda żelaza zwana potocznie rudą darniową. Był to surowiec o małym procencie zawartości żelaza, ale za to łatwo dostępny, jeśli chodzi o wydobycie. Zalesienie okolic Oleszna było bardzo duże – rosły tu dęby, jodły, świerki, osika, olchy, sosny. Z samej jodły i świerka składał się las Czarny ciągnący się od Oleszna aż do rzeki Czarnej. O obfitości lasu świadczą miejscowe nazwy typu „Dąbrowa”, „Dąbrówki”, czy też samo „Oleszno”.
Równie ciekawie przedstawiały się stosunki wodne w Olesznie. Nadal występuje tu duża ilość źródeł, które dzięki swojej dość wysokiej temperaturze nie zamarzają w zimie. Było tu również sporo bagien, które tutejsi mieszkańcy przekształcali w stawy i użytki rolne. Wśród tych bagien i źródeł płynęła, rzeczka biorąca początek koło Świdna, położonego na południowy wschód od Oleszna.
Reasumując, można śmiało powiedzieć, że warunki naturalne Oleszna były dobre, choć trudno jest z pewnością rozstrzygnąć, czy surowce mineralne, czy obfitość drzewa, czy ciepłota i obfitość tutejszych wód przyciągnęły tu osadników i zdecydowały o tym, że tu właśnie powstała osada.

## Nazwa miejscowości
Nazwa miejscowości jest ściśle związana z charakterystycznymi, naturalnymi właściwościami terenu, na którym Oleszno powstało. Nazwa ta, według Marii Kamińskiej, badacza nazw miejscowych Sandomierszczyzny (Oleszno leżało w woj. sandomierskim, powiecie chęcińskim), pochodzi od słowa „olcha” lub „olszyna”. Na tym obszarze było duże skupienie olchy, która rośnie na terenach bagnistych. Zresztą do dzisiaj olcha (olsza) czarna to jeden z gatunków drzew pospolicie tu występujących, będący niegdyś podstawowym źródłem drewna opałowego, a obecnie coraz chętniej stosowanym w przemyśle meblarskim. Prawdopodobnie osada została nazwana „Olszą” lub „Olszyną”, a dopiero później – „Olesznem”. Takie pochodzenie nazwy sugerowałby również, możliwy do wyodrębnienia w jej nazwie, przyrostek „-no”, typowy środek nazwotwórczy.
Wyjaśnienie powyższe jest dość przekonujące, lecz nasuwa się w tym miejscu pytanie, czy nie zamieszkiwali tutaj jacyś Olszowie, Oleszyńscy, Olszowscy, których nazwisko mogło dać nazwę osadzie? Być może najpierw od słowa „olsza” powstało nazwisko, a dopiero później nazwa miejscowości.
W każdym razie nazwa ta ma uzasadnienie w warunkach naturalnych, jakie istniały na tym terenie – dobre zalesienie prawdopodobnie zdecydowało o powstaniu osady, dla której mieszkańców las stanowił główne źródło utrzymania. Potwierdzeniem tego mogą być inne osady o takiej samej lub podobnej nazwie położone na gęsto zalesionych terenach, np.:
- Oleszno, gmina Wielgie, powiat lipnowski, województwo kujawsko-pomorskie – 450 mieszkańców,
- Oleszno, gmina Gołańcz, powiat wągrowiecki, województwo wielkopolskie – 280 mieszkańców,
- Oleszno, gmina Drawsko Pomorskie, powiat drawski, województwo zachodniopomorskie – 250 mieszkańców.

Również inne nazwy miejscowe z tego terenu mogą służyć do ciekawych porównań. Dąbrówki, Porąbki, Borowiec, Rudnik, Wyrębiska, Kuźnica, Żeleźnica i kilka innych są osadami powstałymi w związku z eksploatacją lasu.

## Historia

### Oleszno w średniowieczu

#### Najstarsze wzmianki źródłowe o Olesznie
W materiałach źródłowych Oleszno występuje po raz pierwszy w 1396 r. Pojawia się ono w dokumencie sprzedaży przez Spytka z Melsztyna, wojewody i starosty krakowskiego, wsi Paśmiechy Iwanowi z Jedlczy, a świadkiem tej transakcji był niejaki Jaśko z Oleszna (Ieschco de Oleschno). Był to szlachcic, znane też jest imię jego żony, Dobrochny (Dobrochna uxor Ieschconis de Oleschno). W dokumentach z tego okresu występuje nazwisko jeszcze jednego mieszkańca, właściciela Oleszna – Dziwisza (Dziwissiusz haeres de Oleschno). Jego żoną była Dorota z Bożydaru.
Następna wzmianka o Olesznie pochodzi z 1412 r. Z dokumentów sądowych województwa sandomierskiego wynika, że w tym roku Piotr z Kurowa, brat Mikołaja z Kurowa, arcybiskupa gnieźnieńskiego, zwalnia szereg osób, a między innymi Dorotę z Bożydaru, już wtedy żonę Dobiesława z Oleszna z długu 2 tysięcy grzywien.
Następnym znanym mieszkańcem Oleszna jest Piotr Kos (Petrus Koz de Oleschno), który w 1420 roku wystąpił przeciwko Jakuszowi ze Stanowisk z powodu gwałtownego najścia i zrabowania jego domostwa przez służbę pozwanego Jakusza. Domagał się zwrotu zrabowanej, sporej na te czasy sumy 10 grzywien srebra. Prawdopodobnie od posiadłości tego właśnie Kosa wzięła swój początek osada nazywana Kozią Wolą (obecnie – Kozią Wsią).
Nie można jednak utożsamiać roku 1396 z rokiem powstania osady. Mogła ona powstać dużo wcześniej, a dopiero na przełomie XIV i XV wieku rozwinęła się na tyle, że znalazło to odbicie w materiałach źródłowych. Warto dodać, że we wzmiankach historycznych o wiele później po Olesznie i Chotowie pojawiają się inne wsie, co poświadcza, że obie te miejscowości są najstarszymi osadami regionu.

#### Właściciele Oleszna
Na początku XV wieku właścicielami osady stali się Szafrańcowie z Pieskowej Skały. Był to znany ród w ówczesnej Polsce i jeden z najzamożniejszych w Małopolsce. Jego znanym przedstawicielem był Piotr Szafraniec (zm. 1437) zwany Starym, który piastował wiele stanowisk państwowych, między innymi był wojewodą sandomierskim i krakowskim, starostą chęcińskim i poprzez tę ostatnią funkcję związał się z Olesznem. Był on również właścicielem Lasocina, Woli Oleszeńskiej (obecnie: Świdzińskiej), Świdna i Chotowa. W 1421 r. król Władysław II Jagiełło zapisał mu Chęciny wraz z należącymi do nich wsiami. Kilka lat wcześniej otrzymał Secemin i wójtostwo w Wolbromiu. Wynika z tego, że Szafraniec miał jasno wytyczony cel – dążył do stworzenia jednolitej całości gospodarczej złożonej z wsi zgrupowanych wokół kilku ośrodków: Pieskowej Skały, Włoszczowy, Secemina i Rogowa.

#### Lokacja Oleszna jako miasta
W 1415 roku król Władysław Jagiełło, przebywając w Niepołomicach, na prośbę Piotra Szafrańca zezwolił na lokację Oleszna jako miasta. Miało się ono rządzić prawem niemieckim w wersji magdeburskiej, a wzorem dla organizującego się miasta miała być Łęczyca, gdyż leżała niezbyt daleko od Oleszna, w dodatku Szafraniec był także starostą łęczyckim.
Król wyraził również zgodę na odbywanie w Olesznie cotygodniowych targów w soboty, zapewniając jednocześnie wszystkim ludziom w nich uczestniczących nietykalność osobistą i ochronę ze strony króla. Okoliczna ludność mogła więc nie obawiać się żadnej napaści w drodze na targi w Olesznie.
Niewiele jednak wiadomo, jakie były początki Oleszna jako miasta, jakie były jego władze, herb, kim byli nowi osadnicy miejscy.
Czy lokacja Oleszna jako miasta była udana czy nieudana? Trudno na to pytanie jednoznacznie odpowiedzieć. Miejscowość ta miała dość dobre zaplecze surowcowe i dobry rynek zbytu na produkty tutejszego rzemiosła. Mogło się ono prężnie rozwijać w oparciu o złoża rudy i glinek, nie mówiąc już o zasobach leśnych i wodnych. Dogodne też było położenie osady, ponieważ leżała ona przy bardzo uczęszczanym trakcie handlowym, zwanym „krakowskim”, wiodącym z Włoszczowy do Radoszyc i dalej przez Przedbórz do Wielkopolski lub przez Opoczno do Radomia i do Warszawy. Na pewno jednak pięć lat po uzyskaniu przywileju królewskiego, tj. w roku 1420, Oleszno było nadal wsią.
W 1501 roku syn Piotra Szafrańca prosił króla Jana Olbrachta, aby potwierdził przywilej lokacji Oleszna jako miasta i wydał zgodę na targi w poniedziałki. W 1502 roku uzyskał on przywilej królewski zwalniający miasto Oleszno na okres lat dwunastu od wszelkich podatków państwowych. To, że Oleszno stało się miastem potwierdzają również znacznie późniejsze dane. W materiałach źródłowych z XVII i XVIII wieku przy określaniu położenia różnych zabudowań w Olesznie używa się określeń: „w rynku”, „poza rynkiem w ulicach”. Jest to ślad, że Piotr Szafraniec Starszy, po otrzymaniu w 1415 roku przywileju lokacyjnego, zaczął swoje zamierzenia wprowadzać w czyn, a więc wytyczył rynek, ulice i osada zaczęła upodabniać się do miasta. Kształt miejski Oleszna przetrwał w tradycji mieszkańców osady – dawny piętnastowieczny rynek w dzisiejszej zabudowie wsi został zachowany.
Źródła wskazują na fakt, że w XVII i XVIII wieku około połowę ludności Oleszna stanowili rzemieślnicy, a część ludności zajmującej się rolnictwem nosiła nazwiska lub przydomki wskazujące na uprawiany przez ich przodków zawód: Kowal, Kowalski, Krawiec, Stalmach,... Ludzie ci, rzemieślnicy lub rolnicy o rzemieślniczych nazwiskach mieszkali „w Rynku”. Jest to potwierdzenie miejskości Oleszna w XV w.
Nie wiadomo, co sprawiło, że Oleszno, będąc miastem w XV wieku, tak szybko powróciło do swego pierwotnego charakteru wiejskiej osady. Być może był to dłużej trwający proces polegający na stopniowym zamieraniu targów, odchodzeniu rzemieślników i zdobywaniu przewagi przez rolnictwo. Być może sprawiło to jego położenie w stosunku do innych miast już rozwiniętych i większych, w pobliżu których leżało: Włoszczowy, Secemina, Kurzelowa, Oksy, Radoszyc, Małogoszcza. Były to miasta duże i ludne, dobrze zagospodarowane, które miały już zorganizowane rynki zbytu. Być może sami właściciele zdecydowali o losach osady – miasto przynosiło im zapewne małe dochody, a mieszczan nie mogli użyć do pracy pańszczyźnianej, chyba że po odebraniu ich osadzie praw miejskich. W taki sposób Olesznianie zamienieni w chłopów stopniowo zapominali, że byli mieszczanami, zabudowa miejska przestała się rozwijać, targi przestały funkcjonować i Oleszno było w XVI w. już tylko dużą, ludną wsią. Nie było w tym czasie w Olesznie kościoła, bardzo ważnego czynnika odgrywającego rolę nie tylko kulturalną, ale i gospodarczą. Był on w Chotowie i dopiero w XVII w. siedzibą parafii stało się Oleszno.
Należy przy tym zwrócić uwagę, że Szafrańcowie, po nabyciu sąsiadującej z Olesznem Włoszczowy, szybko wystarali się o nadanie jej praw miejskich – zapewne wiązali z nią większe nadzieje niż z Olesznem.
Z tego też chyba powodu o Oleszno niezbyt dbali, zastawiali go, sprzedawali, zamieniali, podobnie zresztą, jak i inne swoje włości w tym rejonie. W 1540 roku Piotr Szafraniec zastawił za sumę 1400 florenów węgierskich Piotrowi Bielczowskiemu kilka wsi: Oleszno, Wolę Oleszeńską i Lasocin. W 1480 roku Olesznem dysponował już Jakub z Koniecpola, starosta sieradzki, który za otrzymaną od klasztoru sieradzkiego świętego Floriana pożyczkę, zapisał mu czynsz z wymienionych wcześniej wsi. Czynszu tego jednak nie chciał płacić prawowity właściciel Piotr Szafraniec, który przez ponad 20 lat toczył spór z klasztorem. Dopiero w 1507 roku klasztor za sumę 400 florenów zrzekł się swych roszczeń do Oleszna.
Taka sytuacja, której wynikiem było malejące zainteresowanie rozwojem gospodarczym osady ze strony właścicieli, na pewno miała wpływ na późniejszy rozwój Oleszna jako miasta.

### Oleszno na przełomie XVI i XVII wieku

#### Właściciele osady w XVI i XVII wieku
Do początku XVII wieku Oleszno należało do rodu Szafrańców. Po śmierci Piotra Szafrańca właścicielką osady została w 1540 roku jego żona, kasztelanowa wiślicka Zofia Szafrańcowa, a po jej śmierci Oleszno i inne posiadłości Szafrańców znalazły się w rękach jego syna Stanisława. W tym czasie w Olesznie istniał zamek oraz dwór z folwarkiem.
Oleszno w roku 1626 nabył od spadkobierców Stanisława Szafrańca ksiądz Adam Szypowski, herbu Śreniawa, kanonik krakowski i kielecki, sekretarz Zygmunta III. Mimo że zmarł w tym samym roku, odegrał on w historii Oleszna bardzo ważną rolę – prawdopodobnie położył fundamenty pod budowę pierwszego w Olesznie kościoła. Kościół w Chotowie, do którego dotychczas uczęszczali mieszkańcy Oleszna był już bowiem stary i nie nadawał się do użytku. W dodatku działał tu zbór kalwiński i miejscowa ludność przyzwyczajona była do praktyk religijnych protestantów, co było skutkiem postępów reformacji w dobrach Szafrańców, której gorliwą rzeczniczką była również Zofia Szafrańcowa. Prawdopodobnie chęć zatarcia tych tradycji i utrwalenia wiary katolickiej kierowała fundatorem nowej świątyni.
Po śmierci Adama Szypowskiego całą jego majętność, a więc Oleszno z dworem i folwarkiem, Świdno, Wolę, Lasocin, Chotów, Krasocin i Mieczyn odziedziczyli Wojciech i Jakub Szypowscy i w rok później sprzedali ją w całości za sumę 75 tysięcy złotych polskich biskupowi Mikołajowi Szyszkowskiemu, herbu Ostoja, kasztelanowi krakowskiemu i sekretarzowi królewskiemu. W kontrakcie sprzedaży zastrzegli sobie jednak kontynuację budowy kościoła przez nowego właściciela. Do dzieła tego włączył się również stryj Mikołaja – Marcin Szyszkowski. Według przywileju prymasa arcybiskupa gnieźnieńskiego Jana Wężyka zamierzali oni wystawić kościół z klasztorem, do którego miano sprowadzić bernadynów. Z niejasnych dziś powodów budowa została przerwana, a właściwa lokalizacja zakonników nastąpiła na Karczówce pod Kielcami.
Po śmierci Mikołaja Szyszkowskiego w 1643 roku jego dobra odziedziczył brat, Marcin Szyszkowski, starosta lelowski, bratanek biskupa krakowskiego. Chcąc spełnić intencje wotywne zaangażował się w budowę kościoła w Olesznie. Jednak różne wypadki osobiste (fundator uwikłał się w liczne procesy), a potem powstanie kozackie i najazd szwedzki znów wstrzymały ukończenie i wyposażenie świątyni.

#### Rozwój gospodarczy Oleszna w XVI w.
Pomimo tego, że w 1501 roku król Jan Olbracht potwierdził przywilej lokacji Oleszna jako miasta, już w kilkadziesiąt lat później Oleszno miastem nie było. Jako wieś występuje już w „Liber beneficiorum” Jana Łaskiego w 1529 roku. Z dokumentu tego dowiadujemy się, że należało ono do parafii w Chotowie. Po wielkości płaconej tamtejszemu plebanowi dziesięciny snopowej (9 grzywien) wnioskować można, że osada ta przerastała wielkością i znaczeniem inne wsie tego rejomu i to kilkakrotnie, np. Chotów i Świdno płaciły po 3 grzywny, a Motyczno tylko połowę grzywny.
W 1540 roku Oleszno mogło liczyć około 300 mieszkańców: było w nim 13 kmieci, 9 zagrodników, 4 karczmarzy, 1 młynarz, kilku pszczelarzy i kopaczy rudy. Prawdopodobnie byli też jacyś rzemieślnicy, stanowiący pozostałość po miejskości tej osady. Wynika z tego, że Oleszno w XVI wieku było znacznym ośrodkiem gospodarczym i kulturalnym. Dobrze rozwijała się hodowla ryb (były cztery stawy), bartnictwo, a jak wynika z ilości łąk, również hodowla zwierząt. Istniały też w Olesznie kopalnie rudy, które zaopatrywały kilka kuźnic: Biadaszek, Drabowską, Gościęcin, Pijanowską, Pilczycę i Połeć, więc wydobycie musiało być znaczne.
O rozwój Oleszna na początku XVII wieku dbał jego właściciel biskup Mikołaj Szyszkowski. Dużą wagę przywiązywał nie tylko do rolnictwa, lecz także do funkcjonowania kuźnic. Poza tym zaangażował się w zyskowny handel wołami. Ich przeprowadzaniem na Śląsk zajmował się w imieniu biskupa chłop z Oleszna o nazwisku Zawada.

#### Ludność Oleszna na początku XVII wieku
W chwili sprzedaży Oleszna wraz ze związanymi z nim wsiami około 1626 roku przez braci Szypowskich został sporządzony dokładny inwentarz tej posiadłości. We wsi znajdowało się wtedy 21 kmieci z pełnym łanowym nadziałem roli uprawnej, 7 zagrodników, a więc osób posiadających zabudowania (zagrody) z małym nadziałem roli, najczęściej ogrodem i małym polem przy chałupie i wreszcie 16 chałupników, jeden pełnorolny młynarz oraz 3 karczmarzy. Razem było tam 48-50 rodzin, a więc prawie dwa razy więcej niż w 1540 roku. Świadczy to o dalszym rozwoju wsi. Widać też zróżnicowanie społeczne – obok bogatszych kmieci pojawia się duża grupa ubogich chałupników.
Dzięki inwentarzowi znane są chyba wszystkie nazwiska ówczesnych mieszkańców Oleszna. Byli to:
- kmiecie:

Tomasz Mikłaszek, Wojciech Włodarczyk, Tomasz Kyzia, Budzin, Stanisław Włodarczyk, Paweł Cierpica, Tomasz Chareza, Walenty Deling, Jędrzej Chlebarz, Adam Chareza, Wojtowa, Wojciech Biczkowski, Mikołaj Bogdan, Bartosz Lis, Adam Stachura, Wojciech Kwapisz, Maciek Dziedzic, Paweł Kochan, Aleksy Zientalik, Mikołaj Dolan, Włodarz.
- zagrodnicy:

Jan Ziętal, Wojciech Lach, Adam Motek, Zając, Adam Włodarczyk, Piwowar
- chałupnicy:

Jan Sowiecz, Piotr Gentarz, Krawiec, Stanisław Zientalik, Cziuchba, Tkacz, Marcin Dobrorz, Stelnicki, Wojciech Zientalik, Maciej Mey
- karczmarze:

Zawada, Błażek Bullwaks, Marcin Gabryś.
Takiego nagromadzenia zawodowych nazwisk mieszkańców nie da się stwierdzić w innych wsiach i zdaje się to wskazywać na inną strukturę gospodarczą Oleszna we wcześniejszym okresie, XV i XVI stuleciu. Istniało tu również wójtostwo, gdyż owa wdowa z pochodzenia Wójtowa zaświadcza imiennie funkcjonowanie w przeszłości urzędu i sądu typowego dla wszystkich miast i miasteczek legitymujących się „magdeburgią”. Wszystko to potwierdza, że przed 1626 rokiem miejskość Oleszna nie pozostawała całkowicie na papierze, a z posiadanymi uprawnieniami wiązał się też miejski charakter osady i zajęć jej mieszkańców.
Z dokumentu sporządzonego przez Jakuba Szypowskiego wynika, że Oleszno nie należało do wsi najbogatszych. Świadczy o tym zły stan techniczny budynków mieszkalnych i gospodarczych oraz braki w inwentarzu żywym. W zasadzie wszyscy „kmiecie” mieli złe warunki mieszkaniowe, domy im gniły, waliły się, dachy przeciekały, tylko w trochę lepszym stanie były u niektórych stodoły i obory. Sześciu z nich tylko miało „budowanie dobre”.
Duże braki widać również w inwentarzu żywym. Norma na kmiecia pańszczyźnianego wynosiła wtedy 4 woły, którymi miał odrabiać pełną pańszczyznę sprzężajną i 2 konie. W 1626 r. we wsi brakowało do tej normy 18 wołów i aż 27 koni.
Średniej jakości gleby determinowały również rodzaj upraw polowych. Nie było tu pszenicy, przeważał owies i żyto, chyba mało siano jęczmienia. Bardzo ważne w pożywieniu mieszkańców były groch i tatarka. Słabe plony były niejednokrotnie powodem braku materiału siewnego w roku następnym. Tak było również na wiosnę 1627 roku: oleszyńskim kmieciom zabrakło do siewu między innymi 6 korców żyta jarego, 47 korców owsa, 3 korce jęczmienia, 23 korce tatarki i 6 korców grochu. I w tym zakresie chłopi musieli liczyć na pomoc dworu, a przecież w jego interesie leżało, by byli oni w stanie w pełni odrabiać pańszczyznę.
Analizując stan posiadania mieszkańców Oleszna pamiętać jednak trzeba o jednym – o bogactwie wsi stanowił nie majątek i warunki życia chłopów, ale dworu – oni właśnie ten, a nie swój majątek tworzyli własną pracą. Tak było w Olesznie, tak było w całej pańszczyźnianej Polsce.

### Oleszno w XVII i XVIII wieku

#### Czasy upadku i odbudowy
Najazd szwedzki w toku drugiej wojny północnej w latach 1655-1660 miał bardzo duży wpływ na życie i rozwój Oleszna. Brak jest bliższych wiadomości o pobycie Szwedów w Olesznie, wiadomo jednak, że byli w nim i gruntownie go złupili. W tym czasie spłonął również dwór. Do dziś wśród najstarszych mieszkańców Oleszna utrzymuje się przekazywana z pokolenia na pokolenie tradycja o pobycie Szwedów w tej osadzie. Podobno mieli oni ukryć zrabowane w Sandomierzu pieniądze w stawach i bagnach otaczających Oleszno i Chotów. Stąd wzięła się powtarzana również obecnie legenda o „szwedzkich skarbach” schowanych gdzieś koło Oleszna. Być może w okolicach Oleszna miały miejsce jakieś potyczki wojsk polskich ze Szwedami. Trzeba bowiem pamiętać, że we wrześniu 1655 roku przez Włoszczowę w kierunku Krakowa wycofywały się wojska polskie pod dowództwem samego króla Jana Kazimierza.
Następnym właścicielem Oleszna został w 1658 roku Mikołaj Podowski, herbu Junosza, podkomorzy różański i makowski, spadkobierca Marcina Szyszkowskiego. Podjął on energiczną odbudowę zniszczonych wsi i zajął się odbudową spalonego dworu. Zaangażował się też w dalszą budowę kościoła w Olesznie. Po jego śmierci w 1676 r. dzieło to kontynuuje jego żona Teresa Podowska, starościna chełmska. Zapisała ona nowo powstającemu kościołowi 2000 złotych polskich i około 500 mórg pola w pobliżu Oleszna. Jednak dopiero z inicjatywy ich synów, Jana i Stanisława Podoskich w roku 1685 ksiądz Władysław Silnicki, proboszcz koniecpolski, sufragan wileński konsekrował kościół pod wezwaniem Wniebowzięcia Najświętszej Marii Panny i świętego Franciszka Serafickiego. Świątynia ta zachowała się do dziś, stanowiąc jedną z okazalszych sakralnych budowli barokowych w regionie. Jeszcze przed konsekracją, w roku 1680 do kościoła w Olesznie został przeniesiony z Chotowa obraz Matki Boskiej z Dzieciątkiem. Umieszczono go w ołtarzu głównym i stanowi do dziś najcenniejszy obiekt w wyposażeniu świątyni.
W 1732 r. pożar znacznie zniszczył oleszyńską świątynię, która jednak szybko została odbudowana.
Jan Podoski, spadkobierca Mikołaja i Teresy, ożenił się z Konstancją ze znanego rodu Tarłów. Ich dobra odziedziczyła córka Eufrazyna i wniosła je w wianie Antoniemu Niemojewskiemu w 1721 roku. Oleszno należało od tego czasu do rodziny Niemojewskich, którzy byli już ostatnimi właścicielami tej wsi.
Po śmierci Antoniego w 1740 roku właścicielem Oleszna stał się jego spadkobierca, zmarły w 1793 roku, Feliks Wierusz Niemojewski, cześnik ziemi wieluńskiej, który przekazał swe dobra synowi Józefowi Wierusz Niemojewskiemu.

#### Zmiany demograficzne
Liczba mieszkańców wsi, zmniejszona po potopie szwedzkim, stopniowo wzrastała w następnym stuleciu. Z rejestru dworskiego z 1662 roku wynika, że w Olesznie mieszkało 265 osób obowiązanych do płacenia „pogłównego”, w tym 9 było szlacheckiego pochodzenia i zamieszkiwało dwór. Służba dworska składała się z 33 osób. Reszta poddanych to chłopi – kmiecie, zagrodnicy i chałupnicy w liczbie 223 osób. Rejestr ten nie obejmuje osób nie płacących tego podatku, które jednak na pewno w Olesznie mieszkały, tzn. dzieci do lat dziesięciu, starców i żebraków. Z danych tych wynika, że po „potopie” nastąpił w Olesznie około 50% spadek zaludnienia w porównaniu do roku 1627.
Rejestr z 1790 roku wymienia 375 mieszkańców Oleszna, w tym 195 mężczyzn, 176 kobiet oraz czteroosobową rodzinę żydowskiego karczmarza. We dworze mieszkał zarządca Ignacy Zwiczkowski (administrator majątku) wraz z żoną i dwojgiem dzieci, posiadał też 6 służących. W budynkach folwarcznych mieszkał ekonom – szlachcic z dwunastoosobową służbą folwarczną. Na plebanii w Olesznie było 10 osób, w tym 8 służących. W Olesznie znajdował się też szpital (dzisiejszy przytułek), w którym mieszkało troje ludzi ubogich, utrzymywanych z dobroczynności. Część tego budynku zajmowała również rodzina organisty. W tym czasie w Olesznie było 63 domy mieszkalne, nie licząc zabudowań dworskich i kościelnych.
W sześć lat później domów tych było już 67, a mieszkańców 400. Wśród nich było 12 kmieci, 16 zagrodników, 28 chałupników i 4 komorników. Na plebanii, stanowiącej już wtedy osobną posiadłość, było 4 zagrodników, 5 chałupników i 3 komorników. W porównaniu do roku 1627 prawie o połowę zmniejszyła się ilość kmieci, natomiast nastąpił o ponad 100% wzrost liczby zagrodników i chałupników. Pojawiła się też nowa grupa społeczna – komornicy, nie posiadająca nic, oprócz rąk do pracy.
Mieszkańcy ówczesnego Oleszna to w większości ludność napływowa, co świadczy o bardzo intensywnym ruchu osadniczym w tej osadzie. W ciągu półtora wieku ludność ta zmieniła się prawie w 100%. Dawne rody Olesznian zostały zastąpione nowymi, czego dowodem jest lista nazwisk umieszczonych w spisie inwentarzowym sporządzonym przez Niemojewskich w 1792 roku:
Michał Lichosik, Walenty Włodarczyk, Aleksy Niedbał, Józef Nowicki, Marcin Krawiec, Marcin Lichosik, Jan Piorun, Mikołaj Niedbał, Adam Niewiadomski, Marcin Pertal, Jan Niedbał, Franciszek Rosa, Jan Kowalczyk, Maciej Jaworski, Józef Hudak, Sebastian Siwik, Antoni Budzyński, Marcin Kowalczyk, Antoni Gregorek, Antoni Kowalczyk, Tomasz Strzelec, Łukasz Siwik, wdowa Kowalczykowa, Filip Tkaczyk, Mateusz Strzelec, Antoni Stolarczyk, Tomasz Foltyn, Adam Kowalczyk, Sebastian Krakowiak, Jan Młotek, Błażej Stalmach, Tomasz Lis, wdowa Młotkowa, Walenty Zieliński, Jan Siwik, Jan Zdebel (kmieć), Michał Ciulęba, Mateusz Szwaniec, Jan Zdebel (chałupnik), Michał Kuchan, Michał Kasprzyk, Józef Karzpan, Kasper Ciulęba, Grzegorz Samosny, Tomasz Micek, Bartłomiej Strzelec, Błażej Karbowniczek, Dominowa Karczmarczykowa, Wacław Ślusarz, Wawrzeniec Stolarz, Kazimierz Kowal, Piotr Pieroński, Hiacenty Wdowiak, Michał Barciński.
Brak jest w tym spisie tylko komorników, jako osób nie posiadających nieruchomości w Olesznie.
Tak więc straty w zaludnieniu i gospodarce, jakie poniosło Oleszno w czasie potopu szwedzkiego i innych klęsk, które nawiedziły wtedy ziemie polskie, zostały wyrównane – wieś odbudowała się i rozwinęła, stając się ludną i dobrze zagospodarowaną osadą. Stosunkowo dobrze pod względem ilościowym stało we wsi rzemiosło: był stolarz, kowal, dwóch młynarzy, stelmach, krawiec, dwóch ślusarzy i szewc. Wszystkie te osoby mieszkały w miejscu określanym mianem „rynku”. Przypuszczać można, że rzemieślnicy ci obsługiwali nie tylko wieś, ale i całą okolicę. Tak więc Oleszno dzięki temu, jak również dzięki nowo wybudowanemu kościołowi i utworzeniu parafii oraz dosyć dobrze prosperującemu dworowi, zaczęło znów pełnić rolę ważnego ośrodka gospodarczego i kulturalnego w rejonie.

#### Warunki życia i powinności mieszkańców Oleszna
Podstawowym obowiązkiem siedemnasto- i osiemnastowiecznych mieszkańców Oleszna było odrabianie pańszczyzny. Wszyscy kmiecie byli obowiązani do odrabiania dni „czworobydlnych”, to znaczy czworgiem bydła, do jednego dnia tzw. stróżnego co jakiś czas, a ponadto do oddania 2 korcy owsa, 2 kapłonów, 30 jaj, 12 uprząśniętych gorci konopi i odrabiania corocznie 6 dni w czasie zbiorów.
Pod koniec XVIII wieku zaczęto w Olesznie stosować zasadę częściowej zamiany tej pańszczyzny na czynsz. Na przykład w 1792 roku kmieć Michał Lichosik z 5 dni odrabiał 3 dni, a za 2 dni płacił rocznie 40 złotych czynszu. Nie odrabiał też „stróżnego”, za co płacił 3 złote rocznie. Jedni, w zależności od swej zamożności, korzystali z takiej możliwości, inni odrabiali pełną pańszczyznę.
Na zamianę taką nie stać jednak było zagrodników, chałupników i komorników, chociaż ich obciążenia były o wiele mniejsze niż kmieci. Zagrodnicy odrabiali 3 dni piesze w tygodniu, „stróżne” oraz obowiązani byli w ciągu roku wyprząść 6 łokci powierzonych im konopi oraz odrobić w czasie żniw 6 dni pieszych tak zwanej „pomocy żniwnej”. Chałupnicy mieli jeszcze mniejsze powinności, bo robili w tygodniu tylko jeden dzień pieszo, przędli, podobnie jak zagrodnicy, 6 łokci płótna konopnego i odrabiali 4 dni w roku „pomocy żniwnej”. Najmniejsze obciążenia wobec dworu mieli rzemieślnicy posiadający niewielkie przydomowe kawałki ziemi, zwane „kopaninami”. Najczęściej zamiast odrabiania pańszczyzny płacili oni dworowi z tytułu posiadania gruntu niewielki czynsz.
Warunki życiowe mieszkańców Oleszna również zależały od ich zamożności. Budynkami mieszkalnymi były tzw. chałupy, czyli drewniane domy budowane w węgieł. Niektóre z nich stawiane były na fundamentach murowanych. Murowany, w rzadkich wypadkach lepiony z gliny, był także komin. Budowano go na granicy sieni i izby z przylegającym do niego piecem chlebowym, który stanowił jednocześnie tak zwany zapiecek do sypiania zimą. Komin wyprowadzony był ponad dach, najczęściej z gontów, rzadziej z tarcic lub deszczułek kołkowatych. Zdarzały się również dachy kryte słomą. Dachy w większości miały ozdobne grzebienie.
Wszystkie domy składały się z 3 zasadniczych pomieszczeń: sieni, izby i komory, do których prowadziły drzwi z tarcic „na biegunach”, albo na zawiasach i hakach, zamykane na zamki żelazne lub tylko metalowe skoble. Najczęściej zamkami chroniono komory, gdyż tam przechowywano najcenniejszy dobytek, drzwi od podwórza natomiast najczęściej posiadały tylko zasuwkę od wewnątrz. Nie wszystkie pomieszczenia posiadały podłogi z desek, często zastępowała je polepa z gliny. Nie wszystkie domy posiadały też powały. Składały się na nie 3 belki, tzw. „tragarze”, na których kładziono deski tworzące sufit. Belki te często były rzeźbione lub malowane. Zamożniejsi mieszkańcy wstawiali do okien szyby z zielonego szkła, które musiało być droższe niż zwykłe.
Do domów często przybudowane były chlewiki lub stajnie, zimą spełniały one rolę „ocieplacza” dla domu. Stodoły były duże, o dwu wrotach z obu stron, które dzieliło klepisko zwane „boiskiem”. Po jego bokach znajdowały się „sąsieki”, w których składano słomę i siano.
Wszystkie zabudowania stały wokół podwórka: frontem do drogi dom, po bokach stajnie i chlewy, a z tyłu – stodoła, za którą znajdował się sad owocowy lub ogrody warzywne. Na środku podwórza, przed stajnią znajdował się gnojownik, gdzie przez cały rok składano obornik. Całość zabudowań otaczał parkan ze słupów połączonych dylami lub łatami i deskami. Z ulicy do podwórza prowadziły wrota z desek. Między ulicą a domem często znajdował się mały ogródek.
Nie wszystkie chałupy w Olesznie znajdowały się w jednakowym stanie: jedne były bardzo zniszczone i prawie nie nadawały się do zamieszkania, np. dom Marcina Portala, inne, jak na przykład u Błażeja Stalmacha, były o wiele lepsze. Dużo lepiej mieszkali kmiecie, choć i tutaj były wyjątki.

#### Gospodarka dworska w Olesznie
Ważnym elementem gospodarki dworskiej był folwark, czyli własne gospodarstwo właścicieli osady, dużo razy większe od posiadłości przeciętnego chłopa. Jego funkcjonowanie opierało się z jednej strony na bezpłatnej robociźnie mieszkańców Oleszna w ramach obowiązków pańszczyźnianych, a z drugiej strony na pracy dwunastoosobowej czeladzi folwarcznej. Ta stała obsługa folwarku pracowała na nim oraz nadzorowała pracę chłopów pańszczyźnianych.
Gospodarka dworu nie ograniczała się tylko do uprawy ziemi. Przy folwarku działał młyn, dwie gorzelnie, browar i trzy karczmy dworskie. Taki system zapewniał właścicielom Oleszna stałe i wcale niemałe dochody oraz pełne wykorzystanie nadwyżki produkowanego na folwarku zboża, a w efekcie był to skuteczny sposób wyciągania od mieszkańców wsi ciężko zarobionych pieniędzy. Warto więc się tej organizacji gospodarczej, stworzonej przez właścicieli dworu, dokładniej przyjrzeć.
Młyn pracował dla dworu i dla mieszkańców Oleszna i najbliższej okolicy. Usługę tę wykonywano, za określoną odpłatnością częścią przywiezionego do zmielenia zboża, pobieraną przez pańskiego młynarza. Ponieważ w okolicy Oleszna nie było aż tak dużego zapotrzebowania na zboże, by je można było z zyskiem sprzedać, dlatego dwór zarówno swoje zboże, jak i to ściągnięte w młynie od chłopów, starał się znów sprzedać chłopom, ale tym razem w postaci wódki i piwa. Temu celowi służyły gorzelnie, browar i karczmy.
W takiej to sytuacji zastał wszystkich mieszkańców Oleszna III rozbiór Polski w 1795 roku. Wieś przeszła pod panowanie austriackie, co na pewno zapowiadało kolejną wielką zmianę w jej historii.

### Oleszno w okresie niewoli narodowej

#### Przynależność administracyjna Oleszna w okresie niewoli narodowej
W 1807 roku Napoleon Bonaparte utworzył Księstwo Warszawskie, namiastkę państwowości polskiej. Dwa lata później Oleszno i okoliczne wsie znalazły się w jego granicach. Administracyjnie należały do powiatu kieleckiego w departamencie radomskim. Ta sytuacja trwała niedługo, gdyż w wyniku klęski Napoleona i decyzji Kongresu Wiedeńskiego w 1815 roku nastąpiła likwidacja Księstwa Warszawskiego. Utworzono Królestwo Polskie.
Według nowego podziału administracyjnego od stycznia 1816 roku zaczęło funkcjonować województwo krakowskie ze stolicą w Kielcach. Należał do niego powiat kielecki, w którym były między innymi Oleszno i Krasocin. Gminę wiejską w ówczesnej administracji państwowej mogła stanowić każda wieś, która liczył minimum 10 dymów. Taką gminą było również Oleszno. Jednak już w 1837 roku władze carskie zmieniły polską nazwę województwa na rosyjską gubernię, a w 1845 r. z połączonych guberni kieleckiej i sandomierskiej utworzono radomską. Wtedy to podwyższono również wielkość gmin: z 10 do 50 domów.
W okresie powstania styczniowego przywrócono województwa. Jednak w ramach represji popowstańczych ponownie zrusyfikowano administrację. W 1867 r. gubernię radomską podzielono na dwie: kielecką i radomską. W guberni kieleckiej powstał z części powiatu kieleckiego powiat włoszczowski. W jego obrębie funkcjonowało 14 gmin, a wśród nich Oleszno. Do gminy tej należały Wola Świdzińska, Dąbrówka, Ewelinów, Żeleźnica, Zabrody, Lasocin, Oleszno, Ostra Góra, Porąbki, Świdno, Skałka, Chotów.
W okresie I wojny światowej gubernia kielecka znalazła się od 1915 roku pod okupacją austriacką. Ziemie okupowane wraz Olesznem i Krasocinem weszły w skład generał-gubernatorstwa lubelskiego.

#### Ludność Oleszna w XIX wieku
W XIX wieku tereny dzisiejszej gminy Krasocin nie należały do najludniejszych. Był to efekt małego przyrostu naturalnego, wynikającego z ciężkich warunków życia, a także epidemii i pomorów, których przyczyną był niski poziom higieny. Według danych źródłowych z 1827 roku do najludniejszych miejscowości w tym rejonie obok Krasocina należało Oleszno mające 380 mieszkańców oraz 77 domy.
Wygląd wsi nie prezentował się zbyt okazale. Domy były drewniane, kryte strzechą. Do obiektów wyróżniających się należały jedynie kościół, dwór i zabudowania folwarczne.
W drugiej połowie XIX wieku nastąpił znaczny, bo prawie 60% przyrost mieszkańców Oleszna. Ze liczbą 658 mieszkańców stało się najludniejszą osadą w okolicy, większą od Krasocina, najwięcej też miało domów mieszkalnych. Obok Polaków były w gminie Oleszno mniejszości narodowe: Niemcy – w Skałce Niemieckiej i Kuźnicy oraz Żydzi – w 1874 roku było ich w samym Olesznie 79.

#### W obronie niepodległości
Czynny udział w powstaniu styczniowym brał ksiądz Wincenty Ingielewicz, proboszcz parafii w Olesznie w latach 1902-1906. Mogiła ks. Ingielewicza położona jest przy głównej alei cmentarza. Jest to kamienny nagrobek zwieńczony małym krzyżem metalowym. Na ścianie nagrobka wykuty napis: „Ś. P./ KS. WINCENTY/ JNGIELEWICZ/ PROBOSZCZ P./ OLESZNO/ UR. D. 13 MARC./ 1840. R. Z D. 24/ GRUDNIA. 1906. R.//
Ks. J. Wiśniewski w „Historycznym opisie kościołów ... w powiecie włoszczowskim” (1932 r.) podawał, że z okazji 10-lecia niepodległości Polski, staraniem i kosztem właścicielki majątku – Celiny Niemojewskiej, na rynku wsi Oleszno wystawiono kamienny obelisk. Na froncie była marmurowa tablica z napisem: „W dniu Dziesięciolecia Odrodzenia Państwa Polskiego 1918-1928 r.”. Na każdej stronie obelisku wmurowano daty: 1794 – 1831 – 1863 – 1918 – z brązu pozłacanego. W uroczystościach tych brał udział weteran 1863 r. Karol Pawłowski, który otrzymał od Niemojewskich stałą miesięczną zapomogę. Obecnie brak śladu po tym pomniku. Nie zachował się on również w pamięci mieszkańców Oleszna – nawet wśród ludzi urodzonych jeszcze przed wybuchem II wojny światowej.
W literaturze spotyka się wzmianki, że na cmentarzu grzebalnym w Olesznie byli pochowani żołnierze Langiewicza, po bitwie pod Małogoszczem. Brak jest jednak śladów mogił na cmentarzu oraz w pamięci mieszkańców Oleszna. Księga Zgonów z lat 1863-1864 nie zawiera wpisów związanych z powstaniem styczniowym.
Z Olesznem kojarzy się niezbyt chwalebna postać Władysława Sokołowskiego, ps. „Iskra”. Oficerowie z oddziału „Iskry” oddawali się pijaństwu i rozpuście, z winy powstańców spaliła się stodoła, w której znajdowały się wojskowe konie, sam zaś dowódca dopuścił się gwałtu na córce zarządcy majątku Niemojewskich w Olesznie. Postanowieniem Rządu Narodowego, sprawą zajął się Z. Chmieleński. „Iskra” został aresztowany i decyzją powstańczego sądu skazany na rozstrzelanie, co wykonano w Drochlinie 29 września 1863 r.
W czasie II wojny światowej Konrad Niemojewski gorliwy polski patriota pomagał przetrwać okupacje m.in. rodzinie Kozarskich herbu Wąż właścicielom majątku Konopnica – wieś w woj. łódzkim, w pow. wieluńskim. Niemojewski wspierał także Armię Krajową, w jego majątku „urzędował” m.in. jeden z komendantów placówki w Olesznie – rotmistrz Aleksander Jeśkow vel Osmołowski ps. Lont (ur. 22.06.1900 r w Kijowcu k. Iwieńca, zm. 25.06.1986 r w Gdańsku) [patrz: „Jodła” Wojciech Borzobohaty str. 227]

## Zabytki

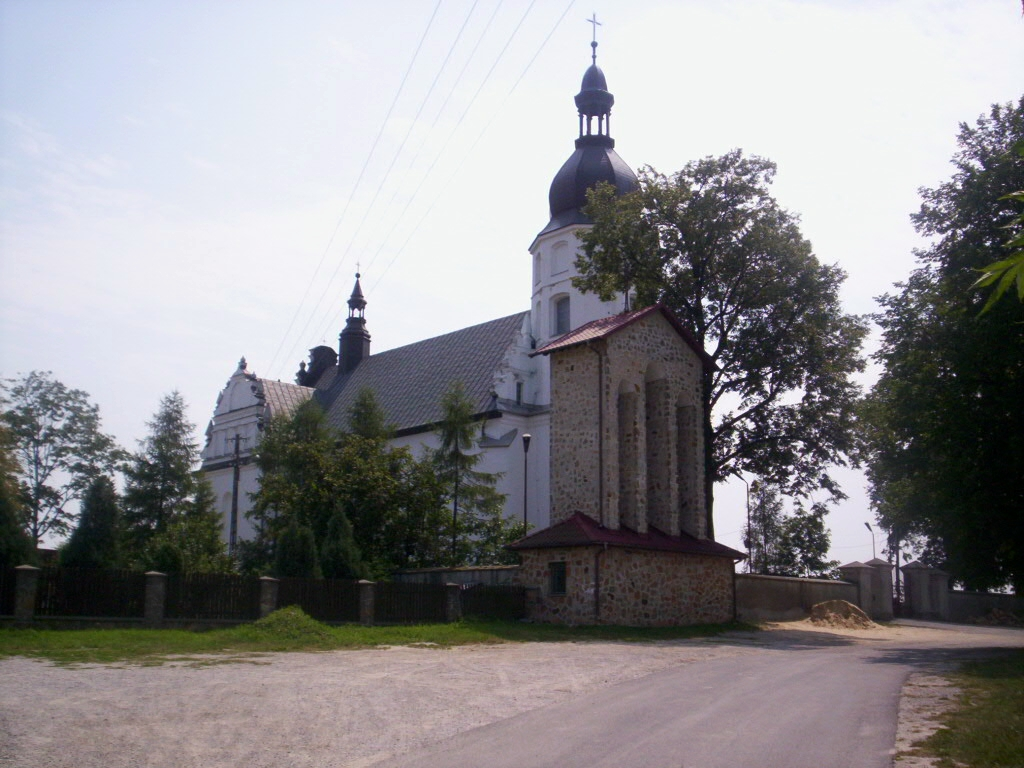
Kościół w Olesznie

- Wczesnobarokowy kościół pod wezwaniem Wniebowzięcia NMP; wybudowany w latach 1643-1685; odbudowany po pożarze w 1732 roku; wczesnobarokowe ołtarze; na ołtarzu głównym obraz Matki Boskiej Szkaplerznej z Dzieciątkiem
- Dawny zespół dworski; dwór z końca XVIII wieku wraz z zabudowaniami gospodarczymi pochodzącymi z XIX wieku; pozostałości parku
- Kaplica grobowa Floriana Łętowskiego z 1902 roku